# Neuroleon (Neuroleon) alexandrei
Neuroleon (Neuroleon) alexandrei is een insect uit de familie van de mierenleeuwen (Myrmeleontidae), die tot de orde netvleugeligen (Neuroptera) behoort. 
Neuroleon (Neuroleon) alexandrei is voor het eerst wetenschappelijk beschreven door Navás in 1912.